# Los Andes (diario de Puno)
Los Andes es un diario regional del departamento de Puno. Se fundó el 12 de octubre de 1928 por Ignacio Frisancho, Carlos Barreda y José Herrera y se inició como el único vocero escrito de la región sureña del Perú.

## Reestructuración
En el siglo XXI y las circunstancias históricas motivaron al periodista René Alfredo Calderón Vilca y la abogada Flor Nelith Asillo Ruelas a reformar su “Decano de la Prensa Regional”, transformando a Los Andes en una sólida empresa periodística con potencialidades en infraestructura y recursos humanos que permiten consolidar nuestra identidad puneña a través de la información seria y responsable.
Acorde a las innovaciones tecnológicas, bajo el liderazgo de Emperatriz Frisancho; el año 1995, el diario Los Andes renovó sus equipos cambiando el linotipo por offset; garantizando la consecución de la historia del periodismo puneño. Pero, pese a grandes cambios, los problemas económicos obligan a cerrar temporalmente el Decano de la Prensa Regional, que deja de editarse temporalmente en junio del año 2004.
El año 2004, adquieren la marca “Los Andes, Decano de la Prensa Regional”, bajo el Registro de Marcas de INDECOPI; luego adquieren una impresora offset para el tiraje diario; preliminarmente, el año 2015, se publica una edición especial por Fiestas de Puno y luego se editará ininterrumpidamente desde el 13 de marzo del año 2006.
El 21 de noviembre de 2012, al consolidar su editorial, inicia su impresión en la rotativa “Suburban 1,100 - Goss”, una moderna maquinaria de impresión de gran tiraje y a todo a color, exclusivo para impresión de periódicos a nivel nacional.

### Expansión a Arequipa
Con la nueva generación del diario inicia el año 2016, bajo el liderazgo de Hipólito Batallanos Anccasi, expandió el diario puneño hacia el departamento de Arequipa, consolidándolo como el único vocero tradicional y el principal baluarte escrito en la zona sur del Perú. Su editorial se basa en información plural, destacando la identidad andina, la educación y la defensa del medio ambiente.

## Posturas
Desde su fundación, "Los Andes" lidera campañas en defensa de los derechos fundamentales y las libertades públicas de los hombres y mujeres del Altiplano, destaca la promoción del desarrollo vial, educativo y la mejora de salud pública. El aporte del diario también fue esencial en la reapertura de la Universidad Nacional del Altiplano y el funcionamiento de la Universidad Nacional de Juliaca, así como la construcción de la central hidroeléctrica de San Gabán, la construcción de la Carretera Interoceánica, y ahora, la construcción de plantas de tratamiento de aguas residuales para mitigar la contaminación del lago Titicaca.
Un punto esencial en la historia del diario ocupó el periodista Samuel Frisancho Pineda (1918-2001), quien se dedicó en documentar la identidad puneña. Su trabajo principal fue la publicación de los 17 tomos del “Álbum de Oro”, una enciclopedia histórica de la zona.